# Vũ Hải (chính khách)
Vũ Hải (sinh ngày 18 tháng 8 năm 1959) là một chính trị gia người Việt Nam. Ông từng là đại biểu Quốc hội Việt Nam khóa 13 nhiệm kì 2011-2016 thuộc đoàn đại biểu tỉnh Bình Thuận, Ủy viên Ủy ban Văn hoá, Giáo dục, Thanh niên, Thiếu niên và Nhi đồng của Quốc hội khóa 13, Phó Tổng giám đốc Đài Tiếng nói Việt Nam.

## Xuất thân
Ông sinh ngày 18 tháng 8 năm 1959, người dân tộc Kinh, không theo tôn giáo nào. Ông có quê quán ở xã Tân Hồng, huyện Bình Giang, tỉnh Hải Dương.

## Giáo dục
Ông có trình độ học vấn là Cử nhân chuyên ngành tiếng Pháp.
Ông có trình độ lí luận chính trị là Cao cấp lý luận chính trị.

## Sự nghiệp
Ông gia nhập Đảng Cộng sản Việt Nam vào ngày 19/7/1990.
Ông là đại biểu Quốc hội Việt Nam khóa 13 nhiệm kì 2011-2016 thuộc đoàn đại biểu tỉnh Bình Thuận, đồng thời là Phó Bí thư Đảng ủy, Phó Tổng giám đốc Đài Tiếng nói Việt Nam, Ủy viên Ủy ban Văn hoá, Giáo dục, Thanh niên, Thiếu niên và Nhi đồng của Quốc hội khóa 13.
Ngày 9/6/2016, Thủ tướng Chính phủ đã ký Quyết định về việc bổ nhiệm lại ông Vũ Hải giữ chức vụ Phó Tổng giám đốc Đài Tiếng nói Việt Nam (VOV).